# Costanza Rovelli
Costanza Rovelli (Bèrgam, 2 de febrer de 1828 - Feldkirch, 7 d'agost de 1884) fou una soprano italiana.
El pare de Costanza era el violinista Pietro Rovelli. La noia va entrar el 1840 a estudiar cant al Conservatori de Milà, fins a 1847. Va debutar a Gènova, al Teatre Carlo Felice, fent el paper de Rosa a l'òpera Don Bucefalo d'Antonio Cagnoni. El 1848 s'establí a Barcelona durant dos anys. El 18 de desembre de 1849 participà en l'estrena a la ciutat de l'opereta Don Giovanni de Mozart, al Teatre Principal, en el paper de Zerlina. Fou soprano lírica i el seu repertori se centrà en Donizetti i Verdi, sobretot. El 1850 va iniciar un llarg periple que la dugué successivament a Venècia, Milà, Pavia, Torí, Bucarest i Constantinoble. A aquesta darrera ciutat es retirà de l'escena interpretant Violetta Valéry a La Traviata de Giuseppe Verdi. La seva salut precària la portà als Alps, a la ciutat austríaca de Feldkirch, on va posar una acadèmia de cant i on va morir el 1884, de tuberculosi, quan comptava 56 anys.